# Космополитическое мировоззрение
«Космополитическое мировоззрение» — научный труд немецкого социолога и политического философа Ульриха Бека. В этой книге с позиций социологии исследует состояние космополитизма в эпоху глобализации.

## Тезисы
В самом начале работы Ульрих Бек выдвигает несколько тезисов, которые впоследствии раскрывает более подробно, по его мнению есть несколько современных космополитических тенденций, которые никак не относятся к области философии. Во-первых, в некоторых научных сферах наступил ожидаемый кризис национального подхода к исследованию предмета, связанный с его узостью и лишними территориальными делениями, в современных условиях науке следует избавиться от него и перейти к глобальному подходу. Во-вторых, мы живём не в эпоху космополитизма, а в эпоху космополитизации, процесса, который, вопреки представлениям философов прошлого, идёт не «сверху», от просвещённой элиты, а «снизу», посредством товаров и развивающейся сети коммуникаций, что, однако, не мешает укреплению национальных идей, которые в последнее время переживают некоторое возрождение.
Эти тезисы позволили Беку выделить сразу несколько видов космополитизма:
- Бытовой космополитизм — тот самый процесс складывания универсального потребительского рынка, когда люди в разных странах объединяются товарами транснациональных корпораций.
- Методологический космополитизм — подход к научному исследованию, предполагающий переосмысление важности роли территориальных границ в условиях массовых миграций, туризма и мирового рынка.
- Нормативный или философский космополитизм — классическое представление о космополитизме как братстве всех людей и приоритете общечеловеческих интересов над государственными и национальными.
- Аналитико-эмпирический космополитизм

Также Бек настаивает на разграничении понятий «глобализация» и «космополитизация», поскольку глобализация несёт в себе прежде всего экономический аспект, в то время как космополитизация включает в себя множество аспектов из разных сфер общественной жизни.